# Reprezentacja Niemiec w piłce siatkowej mężczyzn

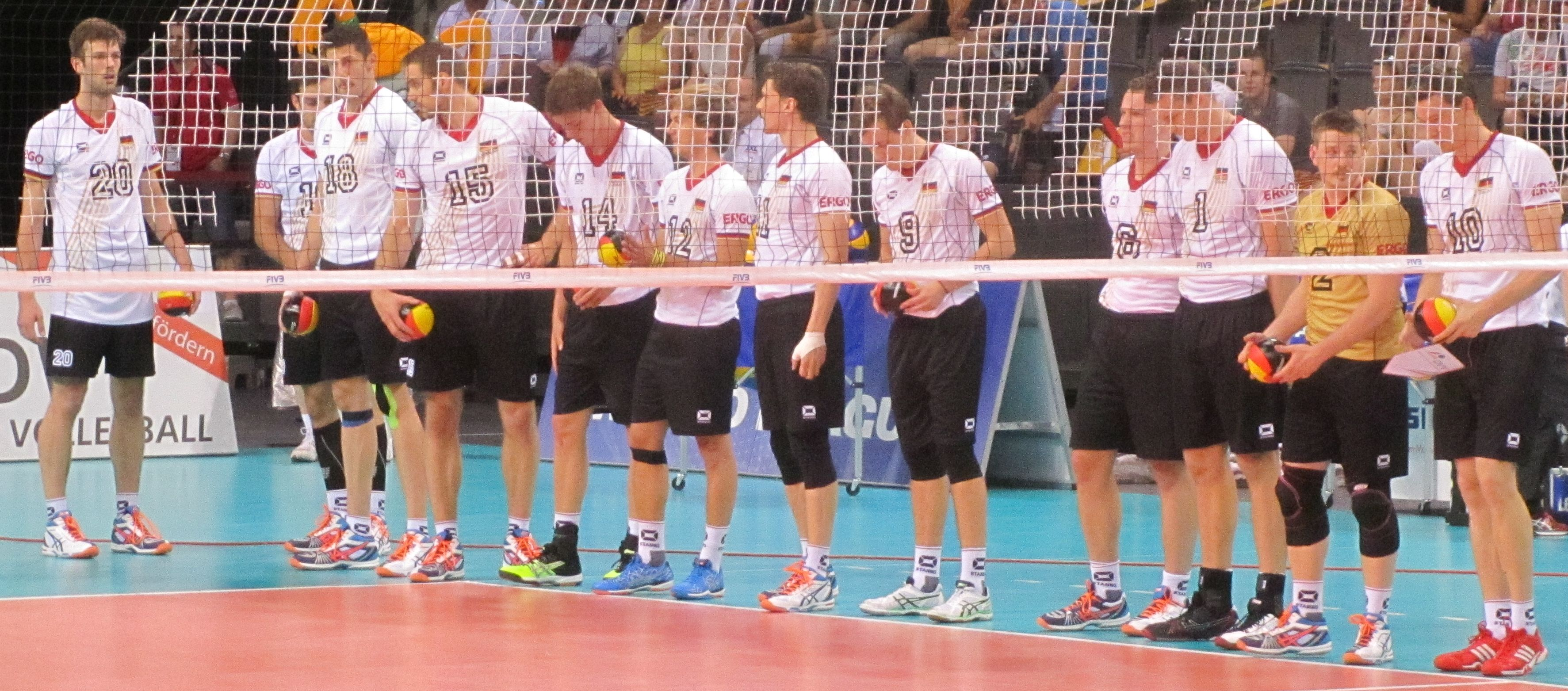
Siatkarze reprezentacji Niemiec w Lidze Światowej 2014

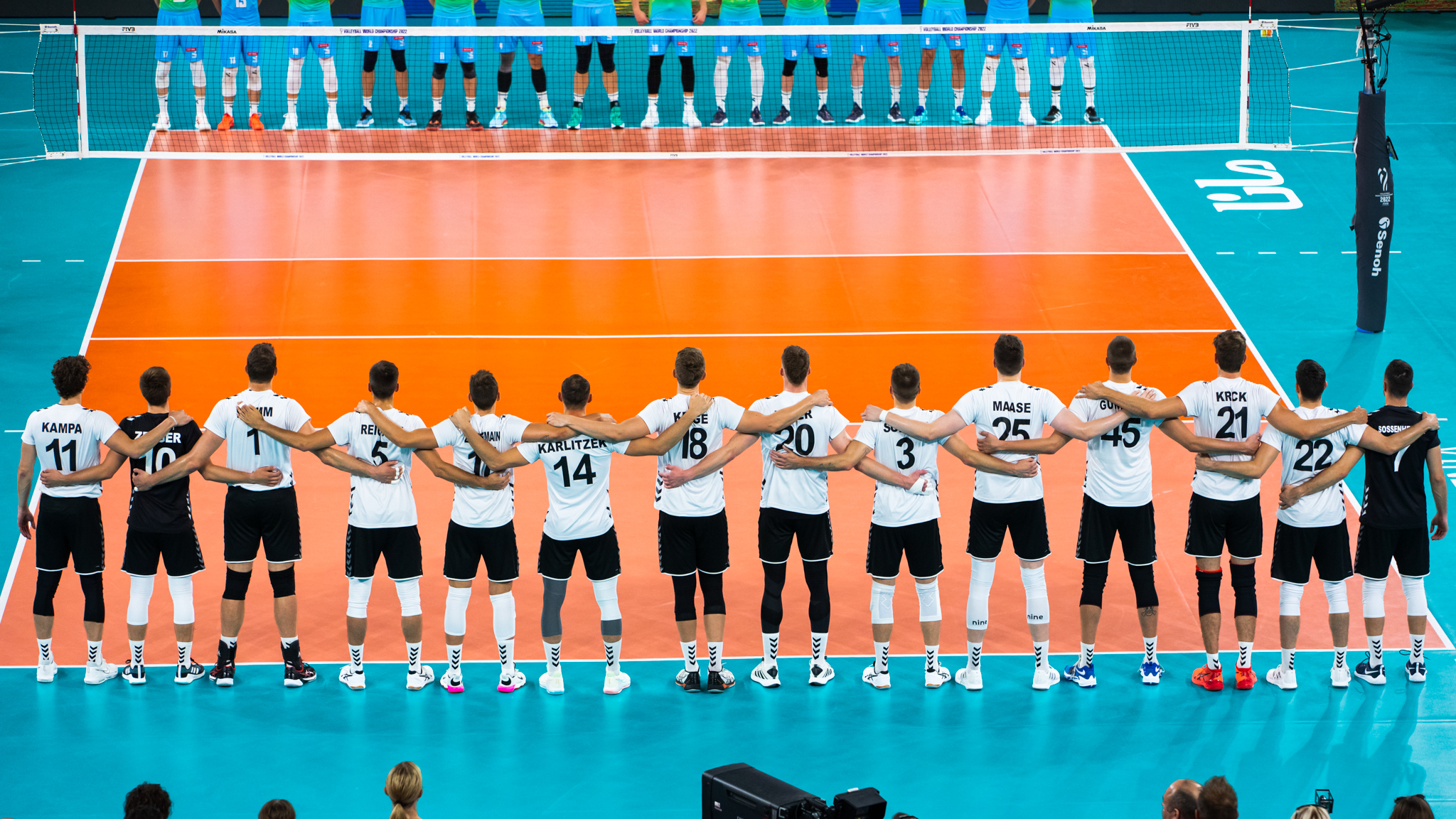
Siatkarze reprezentacji Niemiec na Mistrzostwach Świata 2022

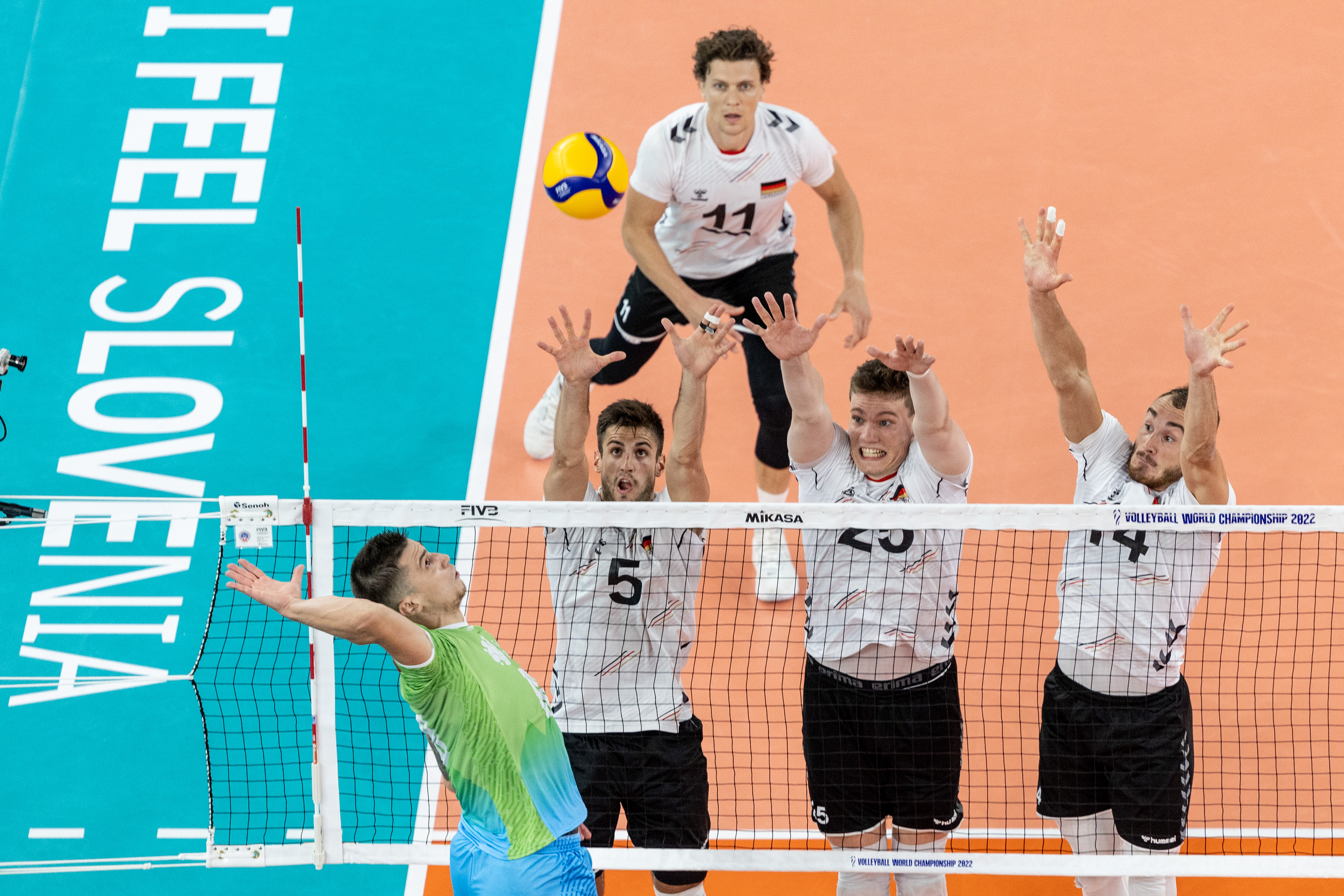
Siatkarze reprezentacji Niemiec na Mistrzostwach Świata 2022: nr 5 Moritz Reichert, nr 25 Lukas Maase, nr 14 Moritz Karlitzek, nr 11 Lukas Kampa

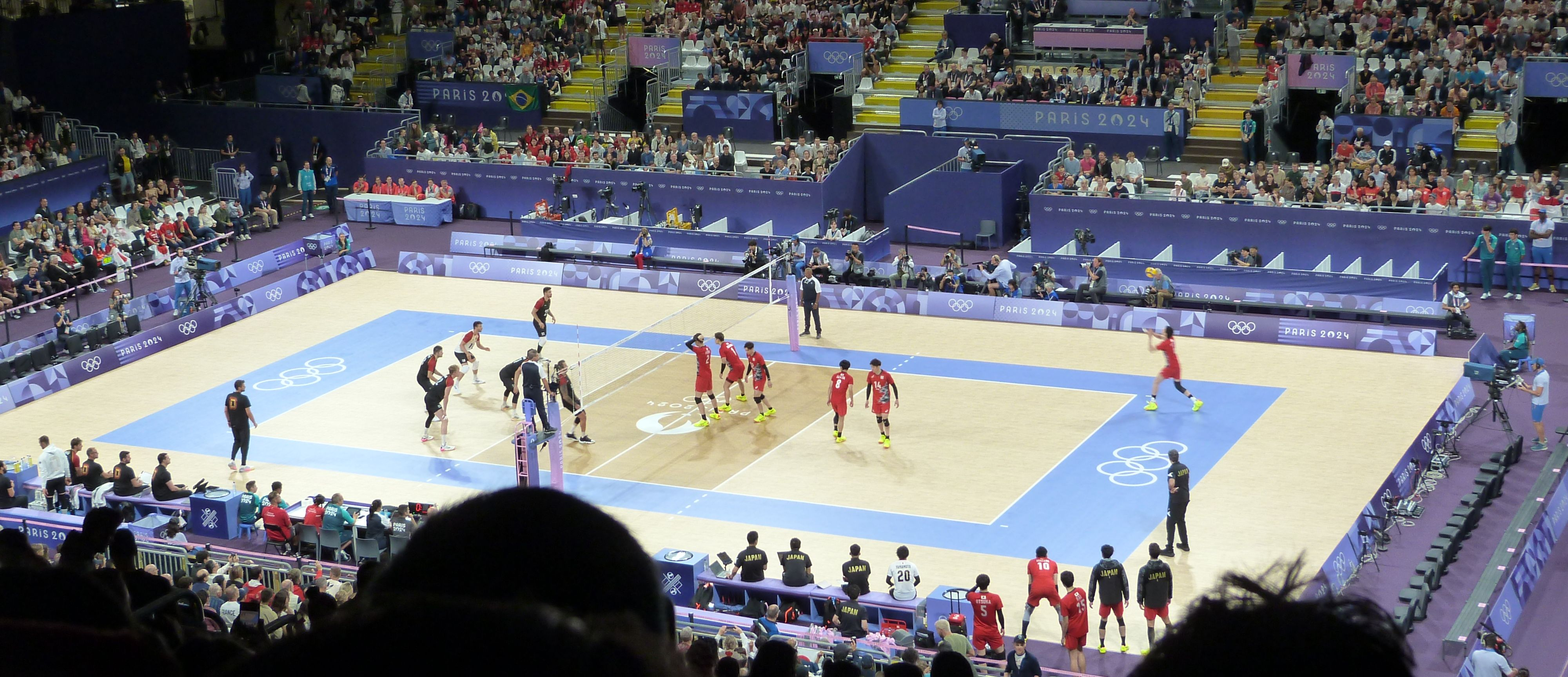
Reprezentacja Niemiec podczas meczu grupowego z Japończykami na Igrzyskach Olimpijskich 2024

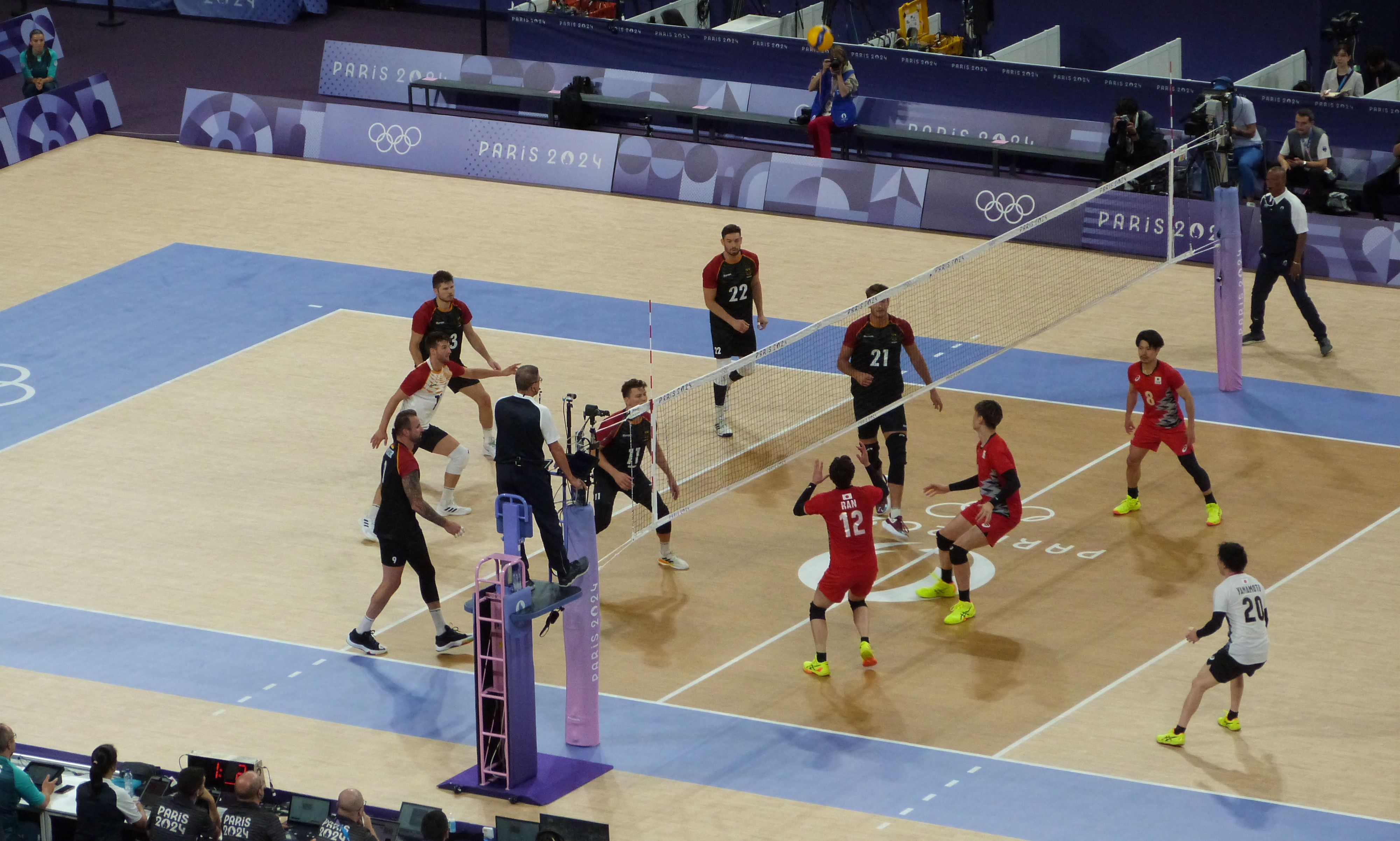
Reprezentacja Niemiec podczas meczu grupowego z Japończykami na Igrzyskach Olimpijskich 2024

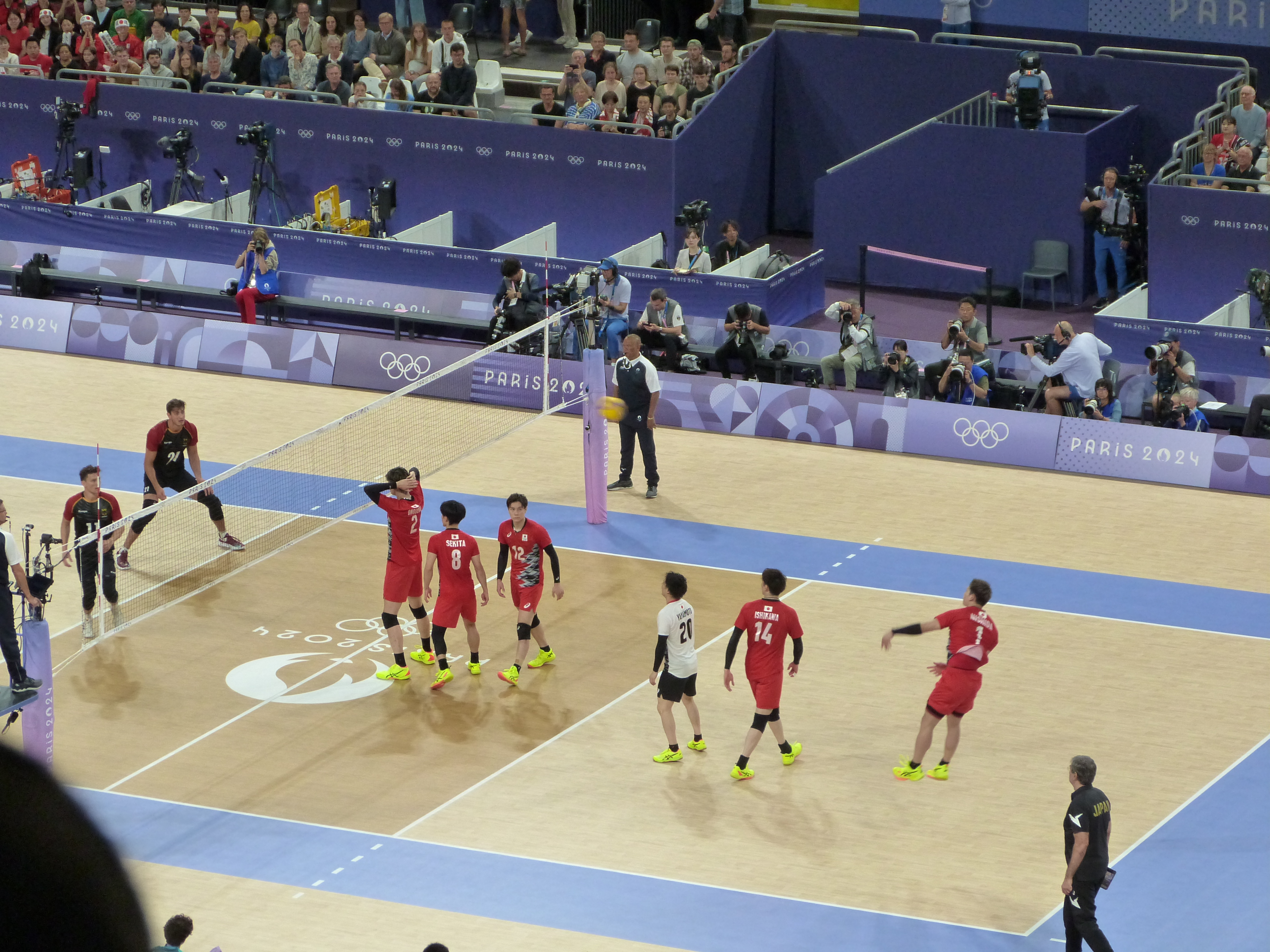
Reprezentacja Niemiec podczas meczu grupowego z Japończykami na Igrzyskach Olimpijskich 2024

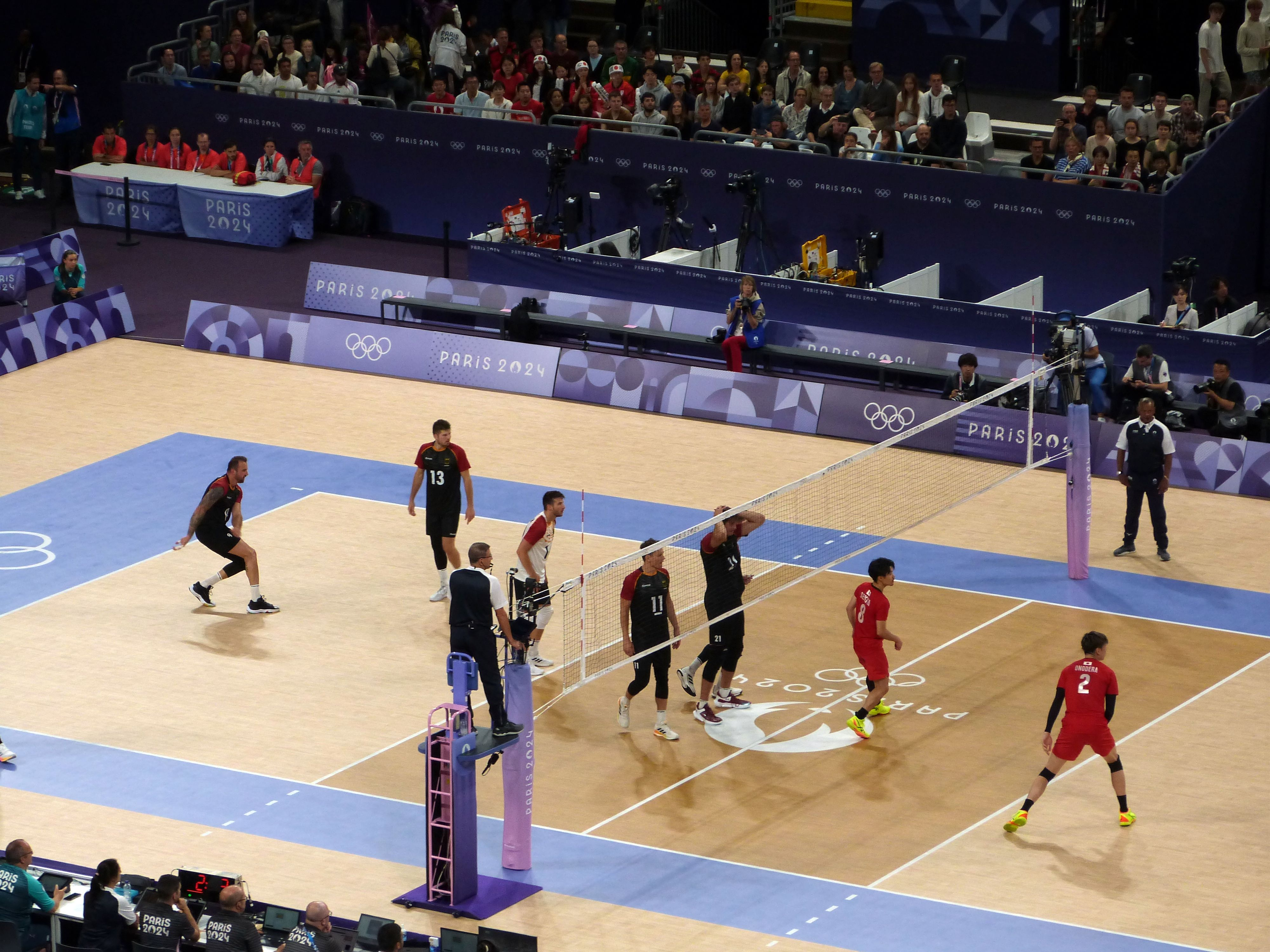
Reprezentacja Niemiec podczas meczu grupowego z Japończykami na Igrzyskach Olimpijskich 2024

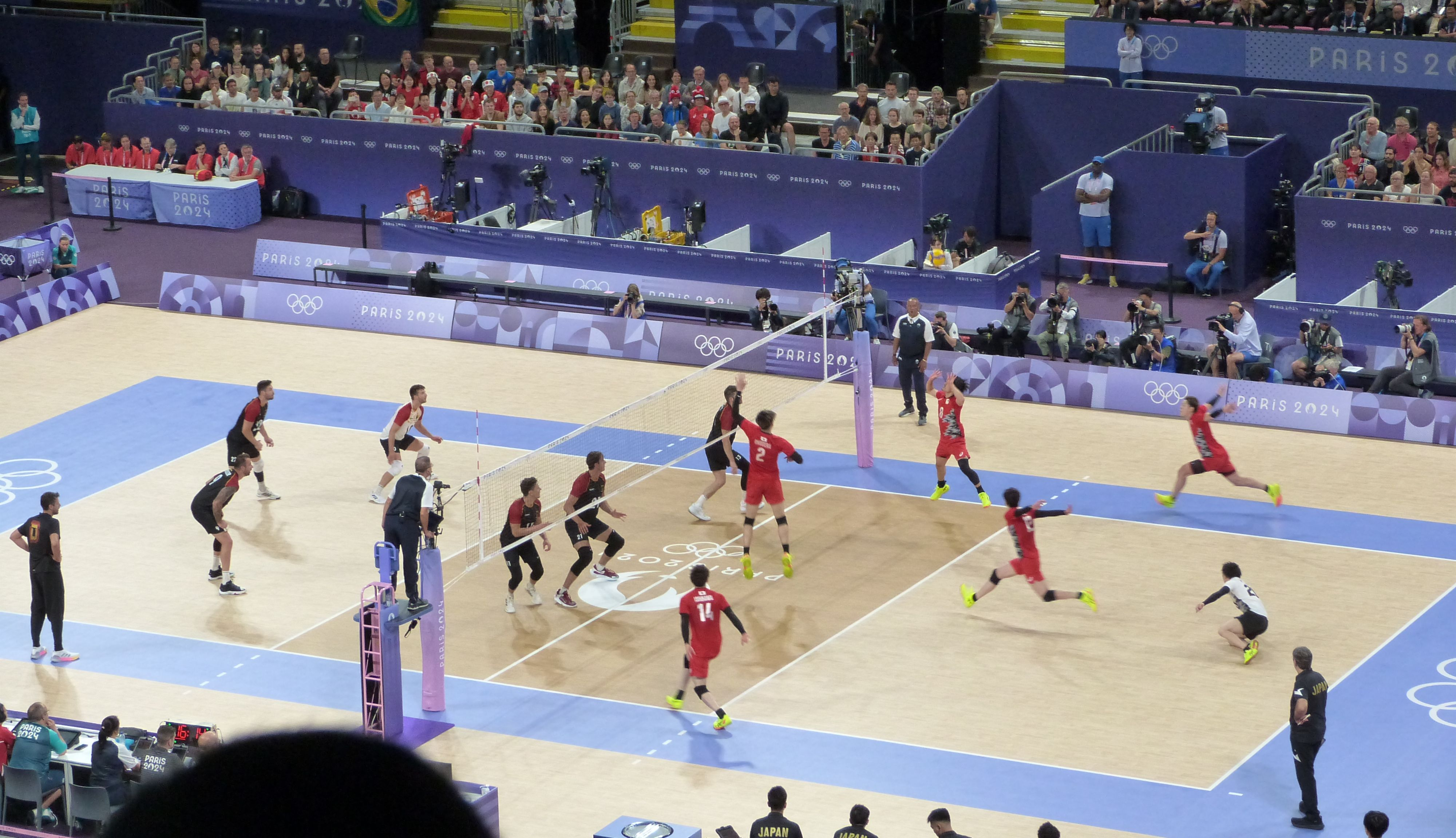
Reprezentacja Niemiec podczas meczu grupowego z Japończykami na Igrzyskach Olimpijskich 2024

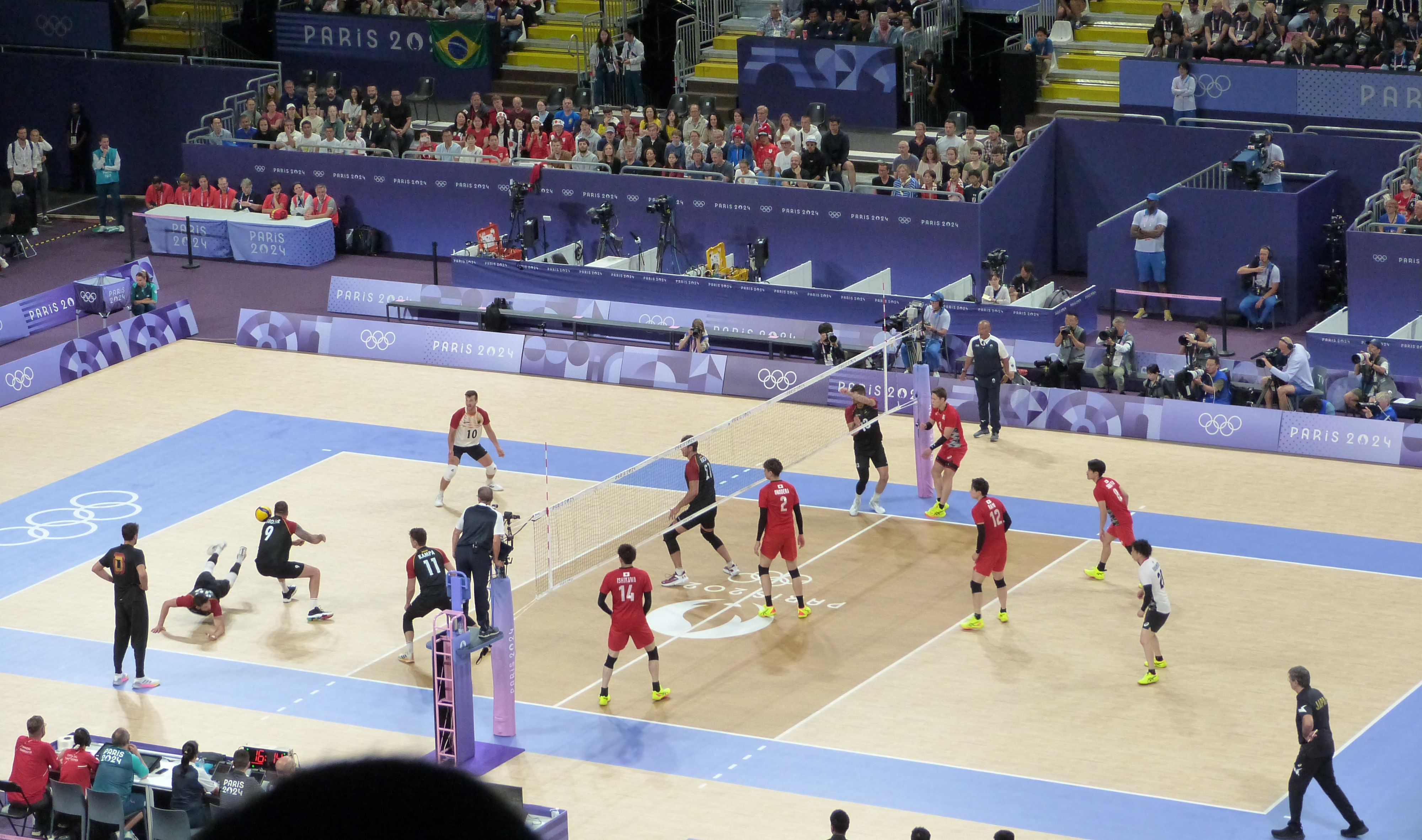
Reprezentacja Niemiec podczas meczu grupowego z Japończykami na Igrzyskach Olimpijskich 2024

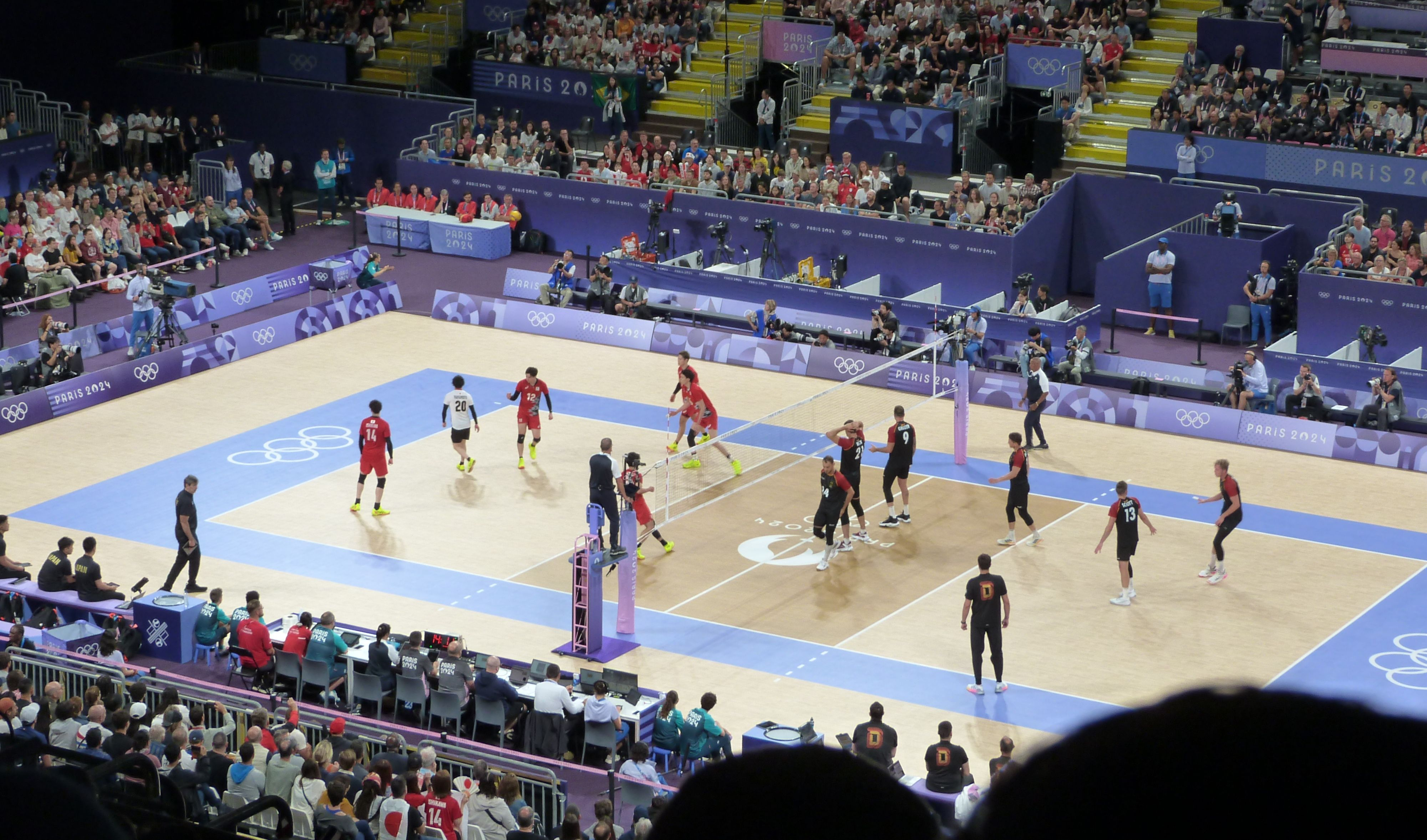
Reprezentacja Niemiec podczas meczu grupowego z Japończykami na Igrzyskach Olimpijskich 2024

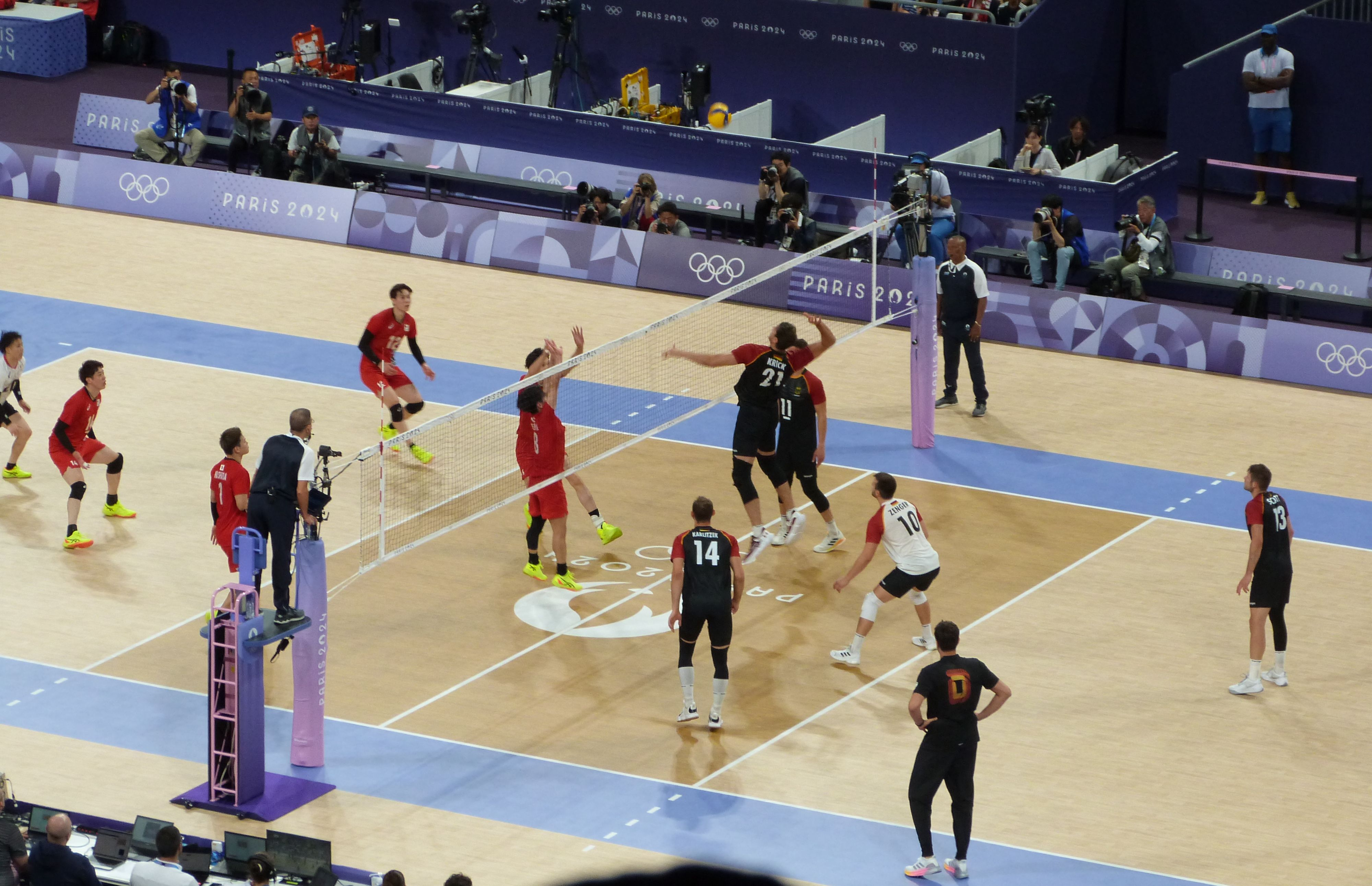
Reprezentacja Niemiec podczas meczu grupowego z Japończykami na Igrzyskach Olimpijskich 2024

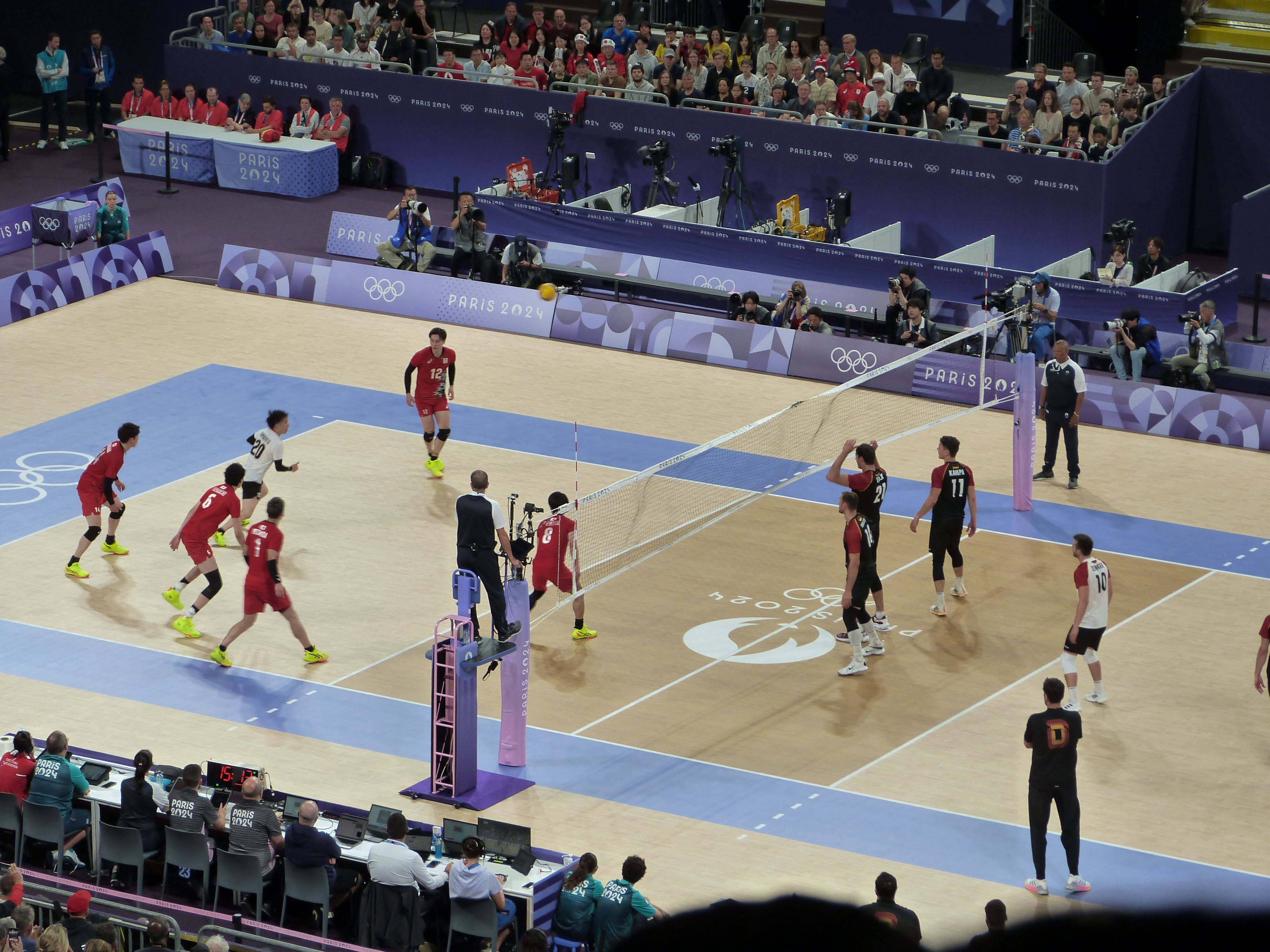
Reprezentacja Niemiec podczas meczu grupowego z Japończykami na Igrzyskach Olimpijskich 2024

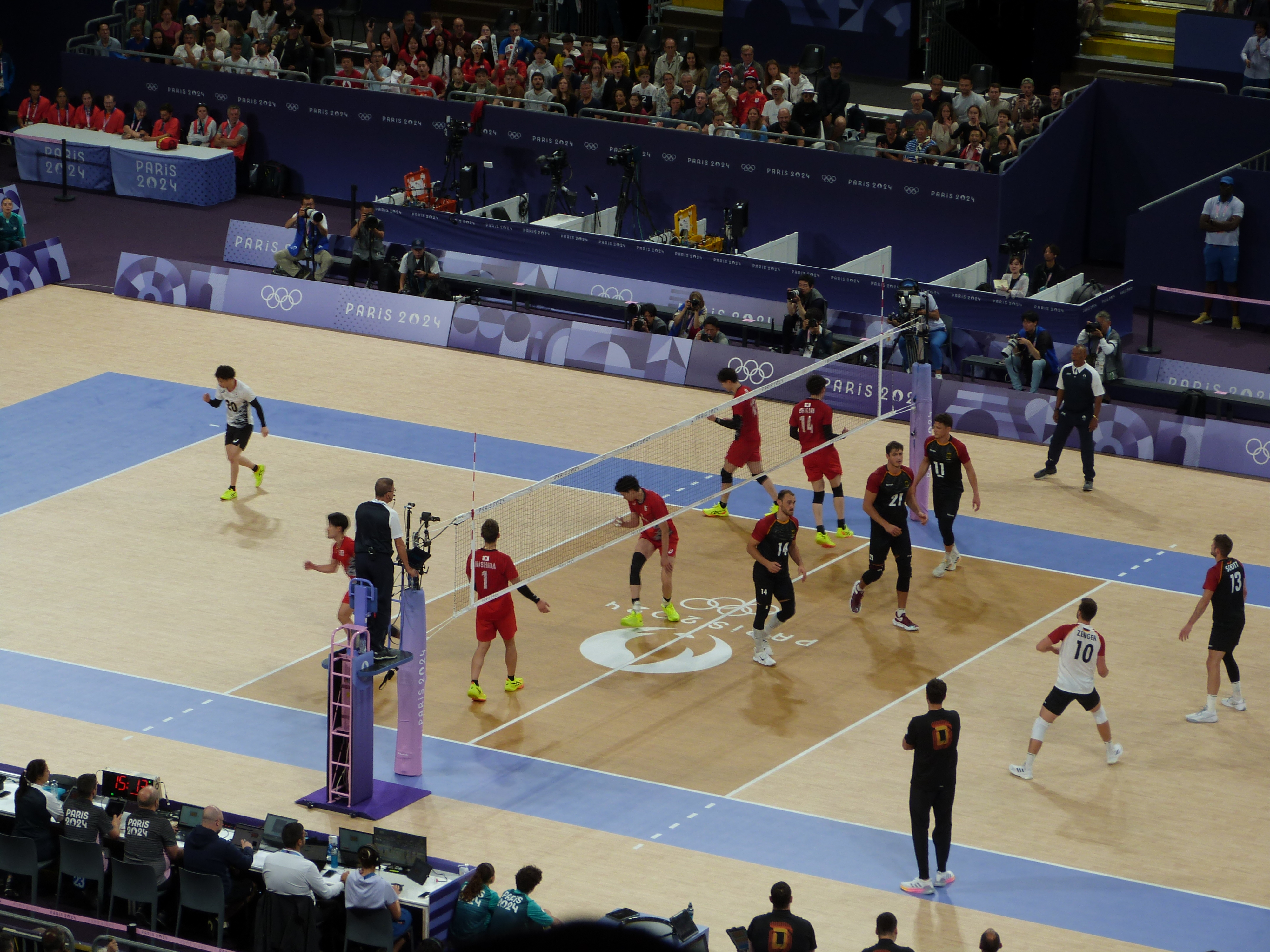
Reprezentacja Niemiec podczas meczu grupowego z Japończykami na Igrzyskach Olimpijskich 2024

Reprezentacja Niemiec w piłce siatkowej mężczyzn (niem. Die deutsche Volleyballnationalmannschaft der Männer) – narodowy zespół siatkarzy, który reprezentuje Republikę Federalną Niemiec w meczach i turniejach międzynarodowych organizowanych przez FIVB i CEV. Za organizację reprezentacji odpowiedzialny jest Niemieckie Zrzeszenie Piłki Siatkowej. Największymi sukcesami tej reprezentacji są: brązowy medal Mistrzostw Świata 2014 oraz srebro na Mistrzostwach Europy 2017 – obie imprezy miały miejsce w Polsce. 
Od 1983 do 1987 trenerem tej reprezentacji był Zbigniew Jasiukiewicz. Od 2022 selekcjonerem Niemców jest Michał Winiarski. W 2024 roku statystykiem reprezentacji Niemiec był Robert Kaźmierczak, natomiast nadal trenerem przygotowania motorycznego jest Andrzej Zahorski.
Od 2025 roku były już reprezentant Niemiec Lukas Kampa został rzecznikiem sportowym Niemieckiej Federacji Siatkówki.

## Szeroki skład reprezentacji Niemiec na sezon reprezentacyjny 2025[4]

### Sztab szkoleniowy[5]
- Trener: Michał Winiarski
- Asystenci trenera: Paweł Rusek (Aluron CMC Warta Zawiercie), Thomas Ranner (WWK Volleys Herrsching)
- Statystycy: Michał Miękus (Cuprum Stilon Gorzów)
- Trenerzy przygotowania motorycznego: Andrzej Zahorski (Bogdanka LUK Lublin)
- Fizjoterapeuci: Bartosz Celadyn (Nowak-Mosty MKS Będzin), Alberto Bubba
- Lekarze: Kai Dragowsky, Karsten Holland, Nathalie Trommer

### Inne funkcje
- Kierownicy kadry: Anna Schops, Hannes Willmer

| Nr | Imię i nazwisko    | Data urodzenia | Wzrost | Klub (Sezon 2024/2025)       | Pozycja      |
| -- | ------------------ | -------------- | ------ | ---------------------------- | ------------ |
| 1  | Fabian Hosch       | 07.07.2003     | 180 cm | FT 1844 Freiburg             | rozgrywający |
| 2  | Leonard Graven     | 22.04.2004     | 180 cm | VfB Friedrichshafen          | libero       |
| 4  | Daniel Malescha    | 28.04.1994     | 203 cm | Berlin Recycling Volleys     | atakujący    |
| 6  | Johannes Tille     | 07.05.1997     | 186 cm | Berlin Recycling Volleys     | rozgrywający |
| 7  | Joscha Kunstmann   | 20.07.2003     | 201 cm | SVG Lüneburg                 | środkowy     |
| 8  | Filip John         | 01.08.2001     | 204 cm | WWK Volleys Herrsching       | atakujący    |
| 9  | Georg Grozer       | 27.11.1984     | 201 cm | Arkas Spor Izmir             | atakujący    |
| 16 | Tim Peter          | 08.09.1997     | 197 cm | VfB Friedrichshafen          | przyjmujący  |
| 17 | Jan Zimmermann     | 12.02.1993     | 190 cm | Gioiella Prisma Taranto      | rozgrywający |
| 18 | Florian Krage      | 11.09.1997     | 204 cm | Berlin Recycling Volleys     | środkowy     |
| 19 | Erik Röhrs         | 24.04.2001     | 194 cm | Mint Vero Volley Monza       | przyjmujący  |
| 21 | Tobias Krick       | 22.10.1998     | 211 cm | Berlin Recycling Volleys     | środkowy     |
| 22 | Tobias Brand       | 09.07.1998     | 195 cm | PGE Projekt Warszawa         | przyjmujący  |
| 23 | Yannick Goralik    | 23.10.1997     | 206 cm | VK Trox Příbram              | środkowy     |
| 24 | Eric Burggräf      | 10.03.1999     | 184 cm | WWK Volleys Herrsching       | rozgrywający |
| 25 | Lukas Maase        | 28.08.1998     | 212 cm | Chaumont VB 52 Haute-Marne   | środkowy     |
| 26 | Simon Kohn         | 05.08.2004     | 188 cm | VfB Friedrichshafen          | przyjmujący  |
| 28 | Max Schulz         | 25.08.2002     | 200 cm | Lindemans Aalst              | przyjmujący  |
| 29 | Moritz Eckardt     | 15.06.2001     | 183 cm | TSV Haching München          | libero       |
| 31 | Yann Böhme         | 02.08.1997     | 203 cm | Energiequelle Netzhoppers KW | atakujący    |
| 32 | Theo Mohwinkel     | 22.11.2002     | 196 cm | SVG Lüneburg                 | przyjmujący  |
| 33 | Simon Torwie       | 01.11.2001     | 208 cm | SVG Lüneburg                 | środkowy     |
| 34 | Leon Meier         | 28.01.2002     | 205 cm | Pigasos Polichnis            | przyjmujący  |
| 35 | Lovis Homberger    | 11.02.2004     | 203 cm | Energiequelle Netzhoppers KW | rozgrywający |
| 37 | Bastian Korreck    | 06.11.2000     | 210 cm | Baden Volleys SSC Karlsruhe  | środkowy     |
| 38 | Carl Möller        | 26.01.2004     | 208 cm | Energiequelle Netzhoppers KW | środkowy     |
| 41 | Jannes Wiesner     | 18.07.2003     | 196 cm | WWK Volleys Herrsching       | przyjmujący  |
| 45 | Anselm Rein        | 01.11.2001     | 189 cm | Trinity Western University   | rozgrywający |
| 46 | Maximilian Treiter | 26.04.2005     | 188 cm | Berlin Recycling Volleys     | libero       |
| 47 | Arthur Wehner      | 25.05.2005     | 204 cm | Berlin Recycling Volleys     | rozgrywający |

## Trenerzy reprezentacji Niemiec
| Selekcjoner           | Od   | Do    | Największe sukcesy                   |
| --------------------- | ---- | ----- | ------------------------------------ |
| Eberhard Schulz       | 1956 | 1956  | –                                    |
| Werner Lohr           | 1957 | 1958  | –                                    |
| Edgar Blossfeldt      | 1958 | 1970* | –                                    |
| Jerzy Pławczyk        | 1959 | 1960  | –                                    |
| Alexander Mühle       | 1961 | 1964  | –                                    |
| Miroslav Rovny        | 1965 | 1971  | –                                    |
| Josef Stolarik        | 1971 | 1971  | –                                    |
| Akira Kato            | 1971 | 1971  | –                                    |
| Manfred Kindermann    | 1971 | 1972  | –                                    |
| Michael Gregori       | 1973 | 1974  | –                                    |
| Sebastian Mihailescu  | 1974 | 1975  | –                                    |
| Michael Gregori       | 1976 | 1983  | –                                    |
| Zbigniew Jasiukiewicz | 1983 | 1987  | –                                    |
| Stelian Moculescu     | 1987 | 1990  | –                                    |
| Igor Prieložný        | 1990 | 1994  | –                                    |
| Olaf Kortmann         | 1995 | 1998  | –                                    |
| Stelian Moculescu     | 1999 | 2008  | –                                    |
| Raúl Lozano           | 2008 | 2011  | –                                    |
| Vital Heynen          | 2012 | 2016  | brązowy medal mistrzostw świata 2014 |
| Andrea Giani          | 2017 | 2021  | srebrny medal mistrzostw europy 2017 |
| Michał Winiarski      | 2022 |       | -                                    |

## Udział w międzynarodowych turniejach
| 1964 | Nie zakwalifikowała się | Nie zakwalifikowała się |
| 1968 | Nie zakwalifikowała się | Nie zakwalifikowała się |
| 1972 | Gospodarz               | XI miejsce              |
| 1976 | Nie zakwalifikowała się | Nie zakwalifikowała się |
| 1980 | Nie zakwalifikowała się | Nie zakwalifikowała się |
| 1984 | Nie zakwalifikowała się | Nie zakwalifikowała się |
| 1988 | Nie zakwalifikowała się | Nie zakwalifikowała się |
| 1992 | Nie zakwalifikowała się | Nie zakwalifikowała się |
| 1996 | Nie zakwalifikowała się | Nie zakwalifikowała się |
| 2000 | Nie zakwalifikowała się | Nie zakwalifikowała się |
| 2004 | Nie zakwalifikowała się | Nie zakwalifikowała się |
| 2008 | Awans                   | IX miejsce              |
| 2012 | Awans                   | V miejsce               |
| 2016 | Nie zakwalifikowała się | Nie zakwalifikowała się |
| 2020 | Nie zakwalifikowała się | Nie zakwalifikowała się |
| 2024 | Awans                   | Ćwierćfinał             |

| 1949 | Nie brała udziału       | Nie brała udziału       |
| 1952 | Nie brała udziału       | Nie brała udziału       |
| 1956 | -                       | XXIV miejsce            |
| 1960 | Nie brała udziału       | Nie brała udziału       |
| 1962 | Nie brała udziału       | Nie brała udziału       |
| 1966 | Awans                   | XX miejsce              |
| 1970 | Nie zakwalifikowała się | Nie zakwalifikowała się |
| 1974 | Nie zakwalifikowała się | Nie zakwalifikowała się |
| 1978 | Nie zakwalifikowała się | Nie zakwalifikowała się |
| 1982 | Nie zakwalifikowała się | Nie zakwalifikowała się |
| 1986 | Nie zakwalifikowała się | Nie zakwalifikowała się |
| 1990 | Nie zakwalifikowała się | Nie zakwalifikowała się |
| 1994 | Awans                   | IX miejsce              |
| 1998 | Nie zakwalifikowała się | Nie zakwalifikowała się |
| 2002 | Nie zakwalifikowała się | Nie zakwalifikowała się |
| 2006 | Awans                   | IX miejsce              |
| 2010 | Awans                   | VIII miejsce            |
| 2014 | Awans                   | III miejsce             |
| 2018 | Nie zakwalifikowała się | Nie zakwalifikowała się |
| 2022 | Awans                   | 1/8 finału              |
| 2025 | Awans                   |                         |

Mistrzostwa Europy:
- 1991 – 4. miejsce
- 1993 – 4. miejsce
- 1995 – 8. miejsce
- 1997 – 9. miejsce
- 2001 – 9. miejsce
- 2003 – 7. miejsce
- 2007 – 5. miejsce
- 2009 – 6. miejsce
- 2011 – 15. miejsce
- 2013 – 6. miejsce
- 2015 – 8. miejsce
- 2017 –  2. miejsce
- 2019 – 8. miejsce
- 2021 – 6. miejsce
- 2023 – 9. miejsce

Liga Europejska:
- 2004 – 4. miejsce
- 2005 – 5. miejsce
- 2006 – 5. miejsce
- 2007 – 6. miejsce
- 2009 –  1. miejsce

Igrzyska Europejskie:
- 2015 –  1. miejsce

Liga Światowa:
- 1992 – 10. miejsce
- 1993 – 7. miejsce
- 1994 – 10. miejsce
- 2001 – 13. miejsce
- 2002 – 9. miejsce
- 2003 – 10. miejsce
- 2010 – 9. miejsce
- 2011 – 11. miejsce
- 2012 – 5. miejsce
- 2013 – 7. miejsce
- 2014 – 16. miejsce
- 2016 - 26. miejsce
- 2017 - 27. miejsce

Liga Narodów:
- 2018 – 9. miejsce
- 2019 – 14. miejsce
- 2021 – 13. miejsce
- 2022 – 12. miejsce
- 2023 – 11. miejsce
- 2024 – 11. miejsce